# Ben 10 - Forza aliena
Ben 10 - Forza aliena (Ben 10: Alien Force) è una serie animata statunitense, sequel della serie Ben 10 e ideata da Dwayne McDuffie, Glen Murakami e lo studio Man of Action. Gli avvenimenti si svolgono cinque anni dopo la serie originale e la storia si distingue per la maturità acquisita dai personaggi e per un tono più cupo assunto dalla serie, con trame più complicate e con la morte di alcuni personaggi.
La serie fu trasmessa per la prima volta negli Stati Uniti su Cartoon Network il 18 aprile 2008, mentre in Canada andò in onda su Teletoon il 6 settembre dello stesso anno. La serie fu prodotta inizialmente con il titolo di lavorazione Ben 10: Hero Generation.

## Trama
Cinque anni dopo gli eventi occorsi nella prima serie, l'ormai quindicenne Ben Tennyson è tornato ad avere la normale vita di tutti i giorni. Finiti i suoi giorni da eroe, Ben si è tolto l'Omnitrix ed è presto passato dall'essere un bambino a comportarsi come un ragazzo sicuro di sé. Tuttavia, la misteriosa scomparsa di nonno Max lo spinge ad indossare ancora una volta l'Omnitrix e, insieme a sua cugina Gwen e a un Kevin Levin completamente cambiato, a cercare di localizzarlo. Ma non è questo l'unico obiettivo della squadra appena formata: dovranno cercare l'aiuto dei figli dei Risolutori originali (una forza interplanetaria, desiderosa di mantenere la pace nell'universo, con membri sia umani che alieni) ed allo stesso tempo respingere gli attacchi da parte di una nuova minaccia aliena, i Supremi.
Una volta sconfitti i Supremi, Ben, Gwen e Kevin continuano le loro avventure, spesso avendo ancora a che fare con numerose minacce aliene. Queste ultime comprendono diversi nemici del passato di Ben, come Vilgax, il Dr Animus, Zs'Skayr, Vulkanus, Incantatrice e lo Stregone.

## Episodi
La serie è composta in totale da 46 episodi divisi in 3 stagioni: la prima e la seconda stagione contano 13 puntate ciascuna e racchiudono il filone narrativo dedicato alla battaglia contro i Supremi, la terza stagione è costituita dai restanti 20 episodi, dedicati alla vendetta di Vilgax.
| Stagione         | Episodi | Prima TV USA |
| ---------------- | ------- | ------------ |
| Prima stagione   | 13      | 2008         |
| Seconda stagione | 13      | 2008-2009    |
| Terza Stagione   | 20      | 2009-2010    |

## Personaggi

### Eroi
Ben TennysonBen ora è quindicenne e ricopre il ruolo di leader del gruppo dopo la scomparsa di Max. L'Omnitrix è stato ricalibrato, dandogli accesso a dieci nuovi eroi alieni. Rispetto agli anni passati, Ben è maturato a vista d'occhio. Inoltre, dimostra più volte di voler proteggere sua cugina Gwen.
Gwen TennysonGwen ora ha 15 anni ed è molto più competente nell'uso dei suoi poteri, poiché è capace di manipolare l'energia direttamente piuttosto che invocando incantesimi (ciò accade perché Gwen possiede una discendenza in parte aliena). Questo le consente di riuscire ad utilizzarla sotto forma di attacco, per creare degli scudi e per avvolgere ed afferrare cose e persone. Anche se non è nemmeno lontanamente focosa ed irascibile come prima, Gwen è sempre attenta a tenere a bada suo cugino. Sembra inoltre provare dei sentimenti per Kevin Levin. La ragazza, infatti, dimostra di tenere a lui in diverse occasioni.
Kevin LevinHa diciassette anni ed ex nemesi di Ben, Kevin ha intrapreso una carriera come commerciante di tecnologia aliena. Viene involontariamente coinvolto nella lotta contro i Supremi e si unisce a Ben e Gwen per cercare di riparare in qualche modo alle sue azioni passate. Le sue abilità sono cambiate ed ora gli permettono di assorbire le proprietà di qualsiasi materiale solido con cui entra in contatto. Tuttavia, nella prima puntata della terza stagione, il corpo di Kevin subisce una nuova mutazione, simile a quella della serie originale, in cui alcune parti del suo corpo si trasformano permanentemente, assorbendo le caratteristiche di diverse sostanze solide. Come conseguenza di ciò, Kevin assume la capacità di cambiare forma ai suoi arti, che possono assorbire le capacità di qualsiasi materia solida alla quale il ragazzo riesca a pensare. Kevin prova dei sentimenti per Gwen, ma non lo ammetterà mai.
Max TennysonMax è un membro semi-pensionato dei Risolutori. Sparisce improvvisamente mentre investiga sul piano dei Supremi, lasciando solo a Ben diversi messaggi criptici nascosti abilmente. Si riunisce brevemente ai suoi nipoti nell'episodio "Il Sacrificio di Max", ma si sacrifica per distruggere una fabbrica dei Supremi alla fine dell'episodio. Nell'episodio "Il Dottor Vuoto", Ben e Max si ritrovano nel Vuoto Totale. Infatti, Max rivela di non essere morto nella precedente esplosione, ma solo costretto a stare nel Vuoto Totale. Quando Ben riesce a fuggire dal Vuoto Totale, nonno Max promette a Ben di tornare presto. Torna infine nel gran finale della seconda stagione, "Guerra dei Mondi" per aiutare Ben nel suo assalto finale contro i Supremi.
Julie YamamotoQuindicenne, Julie è la ragazza di cui Ben è innamorato. Ama giocare a tennis, mangiare patatine fritte con chili e prendersi cura del suo cucciolo, Nave (un cucciolo di Metamorph Galvanico, stessa razza aliena di una delle precedenti forme aliene di Ben, Plusultra).

### Nemici
SupremiI Supremi credono che la loro specie sia la più pura di tutte ed intendono ripulire la galassia da impure forme di vita inferiori. Viene successivamente rivelato che la loro specie sta per estinguersi, essendo diventata sterile e vulnerabile alle malattie a causa di accoppiamenti tra consanguinei, avvenuti per salvaguardare la purezza della razza, e che intendono portare il resto dell'universo alla distruzione insieme a loro.
UmalieniIbridi tra umani e droni alieni che servono i Supremi, gli Umalieni sono in grado di confondersi tra gli umani usando speciali maschere d'identità.
Cavalieri ImmortaliUn'organizzazione che, esistente fin dal Medioevo, ha sempre lavorato in segreto. I Cavalieri Immortali scambiano tecnologia aliena con chiunque lo voglia, anche i Supremi.
VilgaxVilgax ritorna nella terza stagione con un diverso aspetto fisico (dispone di nuove armature, armi ed abilità). Perde contro Ben nell'episodio "La Vendetta di Vilgax" e viene bandito dalla Terra, nonostante le sue minacce di vendetta. Vilgax ritorna nell'episodio "La Città Fantasma" in cerca dell'aiuto di Ben quando Pelle d'Oca viene meno ad un patto stipulato in precedenza e si impadronisce di Vilgaxia, pianeta natale di Vilgax. Nonostante Vilgax fosse apparso come un nemico senza pietà nella serie originale, in "La Città Fantasma" sembra che la sorte della gente del suo pianeta gli stia a cuore.

## Omnitrix
In un non meglio specificato episodio degli anni intercorsi tra la serie originale e Forza aliena, Ben era riuscito a rimuovere l'Omnitrix grazie ad uno sconosciuto ma complicato processo. Quando Ben lo rimette, l'Omnitrix si riconfigura in una forma più somigliante a quella di un orologio e con una trama più tendente al verde. Inoltre, il simbolo dell'orologio si colora di blu ed inizia un processo di ricalibratura che dà accesso a Ben a dieci nuove forme aliene, più potenti delle dieci originali, e ad un display olografico che raffigura gli alieni, piuttosto che mostrarne solo le sagome. Tuttavia, Ben ha perso le sue precedenti trasformazioni aliene, anche se i suoi nuovi alieni dispongono praticamente di tutti i poteri degli alieni originali più altri inediti.
Dopo la ricalibratura, l'Omnitrix sembra garantire a Ben un controllo più stabile sui suoi poteri, poiché ora riesce a trasformarsi nell'alieno in cui vuole, anche se dopo i tentativi di Ben e Kevin di trafficare con l'Omnitrix, questo ha ripreso a funzionare saltuariamente, come accadeva nella serie precedente. Ben ora è capace anche di passare da una forma aliena all'altra e di tornare alla sua forma umana di sua spontanea volontà senza l'intervento del limite dei dieci minuti, anche se, come accadeva in precedenza, a lungo andare l'energia dell'Omnitrix si riduce fino ad esaurirsi e Ben torna al suo stato originale, non potendo ritrasformarsi fino alla ricarica completa dell'orologio.
In aggiunta alle nuove funzioni già menzionate, il nuovo Omnitrix ha l'abilità di riparare danni genetici, come quelli causati dalla mutazione degli Umalieni. Usa inoltre una funzione vocale, sconosciuta prima di Forza aliena, per informare Ben delle nuove funzioni dell'orologio stesso con una voce sintetizzata che coincide con quella di Ben. Inoltre, sembra che il nuovo Omnitrix abbia disattivato l'impulso che veniva emesso ogni qualvolta che qualcuno tentava di rimuovere l'Omnitrix da colui che lo aveva indosso. Il dispositivo - come i distintivi da Risolutore - ha in dotazione un programma di traduzione, che spiega come mai Ben sia stato in grado di comunicare ed avere a che fare con le varie specie aliene incontrate finora. L'Omnitrix funge anche da sistema di comunicazione verso gli altri distintivi e come questi integra una mappa per localizzare eventuali altri Risolutori presenti in zona. Per tutti gli alieni, siano essi nuovi o vecchi, il simbolo dell'Omnitrix è stato spostato verso il centro del corpo. Apparentemente, l'Omnitrix ricalibrato può avere accesso a nuove trasformazioni a causa delle interferenze di altri alieni, come messo in luce dall'episodio della terza stagione L'Offerta di Pace.
Azmuth rivela che l'Omnitrix contiene il DNA di ogni specie vivente della galassia, che in totale sono 1,000,903. Lo paragona all'Arca di Noè, all'interno del quale sono presenti tutte le specie viventi e che così potrebbero sopravvivere anche in caso di estinzione delle rispettive specie. Se venisse creato un secondo Omnitrix, e se questo venisse in contatto con quello originale, ne conseguirebbe un'esplosione catastrofica che distruggerebbe l'intero universo. Inoltre, se qualcuno provasse a trafficare con l'Omnitrix, ciò potrebbe portare alla fuga di qualcuna delle specie,, anche se, ad eccezione di Pelle d'Oca che aveva conservato intelletto e motivazioni, gli alieni fuggiti sarebbero praticamente dei corpi vuoti senza una mentalità propria, apparentemente limitati nel comportarsi seguendo il solo istinto animale.
Nell'episodio "Primus" viene rivelato che l'Omnitrix non è il dispositivo originale in cui sono contenuti i DNA degli alieni, ma un network wireless che si connette ad un fiume presente sul pianeta Primus, dove risiedono i DNA di tutte le specie senzienti della galassia.
All’inizio della serie, i 10 alieni principali sono:
- Mutante: alieno gelatinoso di colore verde che può assumere qualsiasi forma. Preserva una propria fisionomia umanoide per mezzo del dispositivo anti-gravitazionale che aleggia sulla sua testa senza il quale collasserebbe a terra come una poltiglia informe. È uno dei quattro alieni che evadono dall’Omnitrix in seguito alla manipolazione di Ben nell’episodio La vendetta di Vilgax (seconda parte). Appare per la prima volta nell’episodio Il guanto robotico;
- Fango Fiammante: alieno plantiforme in grado di rigenerarsi e di emettere sfere infuocate, oltre a poter controllare le piante. Appare per la prima volta nel primo episodio della serie Il ritorno di Ben 10 (prima parte);
- Cromoraggio: alieno fatto di cristallo con la capacità di assorbire energia ed emetterla attraverso raggi luminosi multi-cromatici. È uno dei quattro alieni che evadono dall’Omnitrix nell’episodio La vendetta di Vilgax (seconda parte) ma nello stesso episodio, dopo essere stato riacquisito da Ben, viene fatto a pezzi dallo stesso Vilgax, rivelando così al suo interno la forma aliena di Diamante, uno dei dieci alieni originali. Ben recupera successivamente la forma aliena nell’episodio Il segreto di Cromoraggio, in cui l’alieno, dopo essere fuoriuscito da Diamante, rigenera il pianeta Natale di Tetrax, Petropia, e rilascia all’interno dell’Omnitrix parte del suo DNA. Appare per la prima volta nell’episodio Non è tutto oro ciò che luccica;
- Gelone: alieno simile ad una falena con la capacità di congelare qualsiasi cosa attraverso il suo fiato gelido o il suo stesso corpo, che può diventare intangibile. Gelone è anche in grado di volare, liberando le proprie ali che sono anche le stesse ad avvolgerlo nella sua forma “vestita”. Nell’episodio Save The Last Dance sembra assumere una propria coscienza (come Pelle d’oca in passato) per ingerire materiali metallici, in questo caso però per costruire un nido per i suoi cuccioli. Appare per la prima volta nell’episodio La grande rivincita di Kevin;
- Omosauro: alieno simile ad un dinosauro con la capacità di ingrandirsi a dismisura ed assumere dimensioni via via maggiori. È, insieme a Pinnajet, l’alieno più utilizzato da Ben per via della sua forza solenne. Appare per la prima volta nell’episodio Il ritorno di Ben 10 (seconda parte);
- Cervellotico: alieno simile ad un granchio gigante, dotato di un intelletto eccezionalmente sviluppato grazie al suo voluminoso encefalo, contenuto all’interno del proprio carapace, per mezzo del quale è in grado di emettere attacchi elettrici e telecinetici. Appare per la prima volta nell’episodio Appuntamento con Julie;
- Pinnajet: alieno simile ad una manta in grado di volare (e di nuotare) a notevoli velocità e di emettere raggi laser dagli occhi e dalla coda. È, insieme ad Omosauro, l’alieno più utilizzato da Ben per via della sua estrema velocità che gli consente di raggiungere luoghi lontani in pochissimi minuti. Appare per la prima volta nell’episodio Un altro Inferno;
- Scimparagno: alieno dallo spirito allegro e gioviale, tipico degli scimpanzé, fuso con le proprietà dei ragni, essendo dotato di quattro occhi, sei arti e di una coda dalla quale può rilasciare ragnatele. È uno dei quattro alieni evasi dall’Omnitrix nell’episodio La vendetta di Vilgax (seconda parte). Appare per la prima volta nell’episodio Nonna Verdona;
- Eco Eco: piccolo alieno con la capacità di replicarsi in infinite copie di se stesso e di emettere devastanti onde sonore dalla bocca. Appare per la prima volta nell’episodio Il ritorno di Ben 10 (seconda parte);
- Alienix: alieno dalle sembianze umanoidi con la capacità di manipolare e deformare lo spazio, il tempo e la realtà a suo piacimento. Alienix è senza dubbio l’alieno più potente di Ben in assoluto, potendo esso fare letteralmente qualsiasi cosa gli venga in mente, ma, proprio a causa di questa sua invincibile abilità, ogni sua azione deve passare attraverso delle mozioni condivise da Ben, voce della ragione, e dalle altre due entità racchiuse all’interno della sua coscienza: Bellicus, voce della rabbia e della giustizia, e Selina, voce dell’amore e della compassione. Tuttavia, a causa dell’incapacità di trovare un punto di incontro tra le tre diverse personalità per tutte le questioni dell’universo, Ben può ritrovarsi intrappolato nella forma di Alienix sino a quando tutte e tre le entità non saranno d'accordo sul da farsi. Proprio per questo motivo, in seguito all’episodio Alienix (l’unico in cui Ben utilizza l’alieno per tentare di sventare l’attacco alla Terra da parte degli Incursiani), Ben decide di non utilizzare mai più tale forma aliena, perché troppo complicato mettere d'accordo le altre due personalità.

Nell’episodio Guerra dei mondi (prima parte), Azmuth, per consentire a Ben di impiegare tutta la potenza dell’Omnitrix, sblocca il comando principale del marchingegno, permettendo a Ben di potersi trasformare in alcune delle forme aliene che utilizzava da bambino, tra cui Rotolone, Vomito e Gigante. Quest’ultimo è uno dei quattro alieni (insieme a Cromoraggio, Mutante e Scimparagno) che fugge dall’Omnitrix in seguito al tentativo di Ben di sbloccare nuovamente il controllo principale dell’orologio (possibilità che Azmuth gli aveva negato non ritenendolo ancora pronto).
Ben riesce anche a riacquisire due delle forme aliene originali che utilizzava da bambino tra cui Diamante, contenuto all’interno di Cromoraggio, nell’episodio La vendetta di Vilgax (seconda parte), e Pelle d’oca, dopo la conquista del pianeta di Vilgax da parte di Zs’Skayr nell’episodio La città fantasma.
In seguito alla fine delle ostilità con i Supremi, Ben riesce però a sbloccare delle nuove forme aliene tra cui:
- Fulmiraggio: alieno dotato di abilità magnetiche grazie alle quali può agire da calamita e magnetizzare gli avversari se composti di metallo. Appare per la prima volta nell’episodio Semplice;
- Nanomech: alieno più piccolo di Ben in assoluto, si tratta di un ibrido tra la forma umana di Ben e l’essenza nanotecnologica dello Sciame, che Ben affronta nel film live action Ben 10: Alien Swarm. A parte la sua apparizione nel lungometraggio, l’alieno appare con ricorrenza solo a partire dalla serie successiva Ben 10 - Ultimate Alien;
- Tigre: alieno dalle fattezze feline, contraddistinto da uno spiccato senso polemico e volto sempre alla violenza tipico della sua razza, gli Appoplexian. Appare per la prima volta nell’episodio L’offerta di pace.

## Ben 10: Alien Swarm
Ben 10: Alien Swarm è un film dal vivo basato sulla serie, di cui è stata annunciata la creazione da Cartoon Network ad una conferenza stampa del 2008. È un sequel di Ben 10 - Corsa contro il tempo. Un primo trailer promozionale fu trasmesso negli Stati Uniti il 3 ottobre 2008 durante la première di Star Wars: The Clone Wars, mentre il trailer completo fu trasmesso dopo la fine della seconda stagione della serie il 27 marzo 2009 ed un altro ancora, che stavolta mostrava anche un'anteprima di Omosauro, fu trasmesso durante la première della terza stagione della serie, l'11 settembre 2009. Il film fu trasmesso il 25 novembre 2009, giudicato PG (ovvero adatto a tutti, ma con un genitore presente per i minori di dieci anni) dalla MPAA. In Italia il film fu trasmesso il 27 novembre 2009.
Diretto ancora da Alex Winter, il cast del film include Ryan Kelley nei panni di Ben, Nathan Keyes nel ruolo di Kevin e Galadriel Stineman nel ruolo di Gwen. Lee Majors ricevette un'offerta per riprendere il ruolo di Nonno Max recitato in "Corsa contro il tempo", ma la rifiutò; il ruolo è stato quindi riassegnato a Barry Corbin. Nel film recita anche Alyssa Diaz nel ruolo di un nuovo personaggio di nome Elena, un'amica d'infanzia di Ben. Gli alieni che compaiono nel film sono Gelone, Omosauro ed una nuova forma aliena di nome Nanomech.

## Sequel
Ad una conferenza stampa del 2009 di Cartoon Network, è stato annunciato che un'altra serie, chiamata provvisoriamente "Ben 10: Evolution" e con il nome definitivo di Ben 10: Ultimate Alien, sarebbe stata trasmessa dopo la fine di Forza Aliena nel 2010.

## Videogiochi
Monkey Bar Games e D3 Publisher hanno creato un videogioco omonimo della serie per PlayStation 2, Nintendo DS, Wii e PSP. I personaggi giocabili includono Ben, Gwen e Kevin. Tutte le versioni del gioco permettono a Ben di diventare Fangofiammante e Omosauro; la versione DS comprende Cromoraggio, Eco-Eco e Mutante, mentre nelle versioni per le altre console ci sono Gelone, Scimparagno e Pinnajet. Un secondo gioco, intitolato Ben 10 Alien Force: Vilgax Attacks, è stato pubblicato il 27 ottobre 2009.
In Cartoon Network Universe: FusionFall sono presenti diversi personaggi della serie, ovvero Ben, Gwen, Max, Kevin e Vilgax, insieme allo Stregone e a Tetrax dalla serie originale Ben 10.
Infine, un terzo videogioco chiamato Ben 10 Alien Force: The Rise of Hex è stato distribuito negli Stati Uniti nel maggio 2010. Come suggerisce il titolo, è la vecchia nemesi di Ben e Gwen, lo Stregone, il nemico da affrontare e sconfiggere.

## Fumetti
Ben 10 - Forza Aliena è compreso in Cartoon Network Action Pack!, una serie di fumetti d'antologia pubblicata dalla DC Comics, dal numero 27 (data di copertina settembre 2008). Si alterna ogni mese con The Secret Saturdays come storia principale.
Le storie di Ben 10 - Forza Aliena sono state pubblicate nei numeri 27, 28, 31, 33, 35, 37, 38, 41, 42 e 43 di Cartoon Network Action Pack!.

## Doppiaggio
| Personaggio   | Doppiatore originale | Doppiatore italiano |
| ------------- | -------------------- | ------------------- |
| Ben Tennyson  | Yuri Lowenthal       | Daniele Raffaeli    |
| Gwen Tennyson | Ashley Johnson       | Barbara Pitotti     |
| Kevin Levin   | Greg Cipes           | Gianluca Crisafi    |
| Max Tennyson  | Paul Eiding          | Tony Orlandi        |